# Тульская улица (Казань)
Тульская улица (тат. Тула урамы, Tula uramı) — улица в Приволжском районе Казани. Названа по городу Тула, областному центру в России.

## География
Начинаясь от Фермского шоссе, идёт параллельно магистрали 100-летия ТАССР, после перекрёстка с Борисковской улицей отклоняется на северо-запад и пересекает улицы Горийская, Запорожская, Охотничья, Прибрежная, Глазунова, Авангардную и заканчивается перекрёстком с Технической улицей.

## История
Упоминается с конца 1930-х годов как одна из улиц посёлка Борисково, до середины 1930-х годов являвшегося самостоятельным населённым пунктом; на то время она была небольшим переулком, отходившим от Борисковской улицы. В конце 1950-х — начале 1960-х улица приобрела важное транспортное значение, соединив Фермское шоссе с южно-промышленным районом, по улице стал ходить общественный транспорт: автобусы и троллейбусы. Многоэтажная жилая застройка почте не затронула улицу — на ней был построен лишь один пятиэтажный дом в 1970-е годы. В 1980-е годы участок улицы в районе кинотеатра «Восток» был отведён Казанскому отделению ГЖД под многоэтажное строительство, однако он так и не был освоен. Тем не менее, значительная часть частной застройки улицы была снесена в период с 1990-х по 2020-е годы в связи с расширением проезжей части улицы, а затем в связи со строительством участка магистрали 100-летия ТАССР.
После вхождения Борисково в состав Казани входила в состав Бауманского (до 1935), Сталинского (1935–1942), Свердловского (1942–1956) и Приволжского (с 1956) районов.

## Объекты
- № 10 — кинотеатр «Восток» (снесён).[21]
- № 24 — бывший магазин № 552 Приволжского райпищеторга.[21] В 1990-е годы это здание занимал один из магазинов торгового дома «Аромат», по которому получила имя ближайшая остановка ОТ.➤
- № 39 — троллейбусное депо № 2.[22]
- № 43 ― по этому адресу различные предприятия треста «Связьстрой-4».[21]
- № 48/90 ― жилой дом учебно-производственного предприятия № 1 ВОС.[23]
- № 56 — по этому адресу находилось Казанское ПАТП № 3 (ранее автоколонна № 1432).[21]
- № 58 — завод «Вакууммаш».

## Транспорт
По участку улицы между улицами Авангардная и Техническая ходит общественный транспорт (автобусы № 23, 25, 56, троллейбусы № 6, 9) и расположены четыре остановки общественного транспорта: «жилой массив Борисково» (бывшая «Борисковская»), «ТД „Аромат“» (бывшая «кинотеатр „Восток“»), «Троллейбусное депо» (бывшая «Глазунова») и «Техническая». На площадке у пересечения с Авангардной улицей расположены разворотные кольца (трамвайное и троллейбусное). Начало автобусного движения по улице датируется концом 1950-х годов.
Троллейбусное движение по улице было открыто в 1966 году; по ней начал ходить троллейбус № 6. Кроме ныне существующих маршрутов, по ней также ходил маршрут № 11.